# Monte Gelé
O Monte Gelé (em italiano:  Monte Gelé) é um cume dos Alpes localizado na fronteira entre a Itália e a Suíça, nos Alpes Valaisanos . Eleva-se a metro  e domina a Fenêtre Durand, um passo que liga o Vale Bagnes ao Vale de Aosta . 

## História
A primeira ascensão foi feita a 11 de agosto de 1861 , por Frederick William Jacomb com os guias Jean-Baptiste Croz e Michel Croz . 